# Milan Stepanov
Milan Stepanov (serbisch-kyrillisch Милан Степанов, * 2. April 1983 in Novi Sad, SFR Jugoslawien) ist ein serbischer Fußballspieler.

## Karriere

### Verein
Milan Stepanov begann seine Profi-Karriere beim FK Vojvodina, wo er bereits im jungen Alter durch abgeklärtes Abwehrverhalten auf sich aufmerksam machte. Vahid Halilhodžić, der damalige Trainer von Trabzonspor brachte in Zusammenarbeit mit dem Vizepräsidenten von Trabzonspor, İbrahim Ethem Hacıosmanoğlu, Milan Stepanov im Januar 2006 in die Türkei. 2007 wechselte er zum FC Porto nach Portugal, die ihn zur Saison 2009/10 nach nur zehn Einsätzen in zwei Jahren an den spanischen Erstligisten FC Málaga verliehen. Seit August 2010 spielt Stepanov wieder in der Türkei, diesmal bei Bursaspor. Hier spielte er zwei Spielzeiten lang und kam überwiegend als Ersatzspieler zu durchschnittlich 15 Ligaeinsätzen pro Spielzeit.
Im Sommer 2012 wechselt er innerhalb der Liga zum Mittelmeerverein Mersin İdman Yurdu.

### Nationalmannschaft
Milan Stepanov spielte mehrfach für die U21-Mannschaft. 2006 kam er sechsmal in der serbischen Fußballnationalmannschaft zum Einsatz, gehört gegenwärtig allerdings nicht zu deren Kader.